# 延田跌
延由跋（?—?），《册府元龟》作延繇拔，唐朝到武周时龟兹王。
唐高宗仪凤年间，吐蕃攻焉耆以西，安西四镇没于吐蕃。武则天天授三年（长寿元年，692年），武威道总管王孝杰击破吐蕃，恢复四镇之地，于龟兹置安西都护府，以三万兵镇守。三月，龟兹国王延由跋和东天竺国王摩罗枝摩、西天竺国王尸罗逸多、南天竺国王遮娄其拔罗婆、北天竺国王娄其那那、中天竺国王地婆西那到长安朝贡。有学者认为延由跋是吐蕃支持延氏取代白氏为龟兹王。一说延由跋姓白，就是唐乾陵石像中的故右武卫将军兼龟兹都督龟兹王白回地罗徽。
| 前任： 白素稽 | 龟兹国王 692年前后 | 繼任： 白莫苾 |